# Amati
För racerföraren, se Giovanna Amati.
Amati var den äldsta av de tre i Cremona bosatta familjer, som blivit berömda för sin tillverkning av violiner.
- Andrea Amati, (ca. 1505-1577)[1], av adlig släkt, var fabrikationens grundläggare.
- Nicola Amati,  Andreas bror, var även han en skicklig fiolbyggare.

Andrea Amatis söner som arbetade tillsammans:
- Antonio Amati, (ca. 1540-1607)
- Girolamo Amati (ca. 1562-1630)[2][3]

Girolamo Amatis son:
- Nicola Amati (1596-1684), anses vara den mest framstående violinmakaren i familjen.

Nicola Amatis son:
- Girolamo Amati (1649-1740).